# Stimmen der Gegenwart
Stimmen der Gegenwart. Monatsschrift für moderne Litteratur und Kritik (zuerst Jung-Deutschland)  war eine deutschsprachige Literaturzeitschrift von 1900 bis 1902.

## Geschichte
Im April 1900 erschien die erste Ausgabe der Zeitschrift Jung-Deutschland. Herausgeber war Max Beyer in Saarbrücken, der Verleger war Siegfried Dyck in Eberswalde bei Berlin.
Seit Oktober 1900 hieß die Zeitschrift Stimmen der Gegenwart, seit dieser Zeit war Martin Boelitz aus London Mitherausgeber, bis September 1901. 
Im November/Dezember 1901 erschien eine Ausgabe durch Eugen van Dyck (in Eberswalde?) und eine Parallelausgabe durch Karl Friedrich H. Hartmann in Saarbrücken. Bei der letzten feststellbaren Nummer 3/1902 war Carl Wilhelm der Herausgeber.

## Inhalt
In der Zeitschrift erschienen Erzählungen, Gedichte und weitere literarische Texte von jungen Autoren, außerdem Aufsätze zu literarischen Themen und Rezensionen zu aktuellen literarischen Werken.

„Jung-Deutschland wird sein Hauptaugenmerk darauf richten, talentierten jungen Schriftstellern den Weg in die Öffentlichkeit zu erleichtern, und zu diesem Zwecke Kritiken  und Proben aus Erstlingswerken bringen, doch wird darüber der übrige Inhalt nicht vernachlässigt und jede Nummer wird gediegene Essays und Charakterstudien moderner Dichter enthalten.“

Zu den Autoren gehörten Stefan Zweig (Praterfrühling, 10, 11/1900), Max Prels, Hertha Kräftner, und weitere.
- Ludwig Schröder: Clara Viebig, in 7/1901, S. 183–218 Digitalisat